# فرانکفورت (اوهایو)
فرانکفورت (به انگلیسی: Frankfort) یک منطقهٔ مسکونی در ایالات متحده آمریکا است که در شهرستان روس، اوهایو واقع شده‌است. فرانکفورت ۱٫۴۶ کیلومتر مربع مساحت و ۱٬۰۶۴ نفر جمعیت دارد و ۲۲۵ متر بالاتر از سطح دریا واقع شده‌است.